# 野毛のつり橋
野毛のつり橋（のげのつりばし）は、神奈川県横浜市西区に架かる、野毛山動物園と野毛山公園を結ぶ歩道橋である。橋名にはつり橋とあるが、実際の構造は斜張橋である。

## 歴史
1970年6月28日に開催された「一万人市民集会」において、ある老人が「動物園と児童遊園が道路で二分されており、子どもたちの往来に危険なので橋か地下道を設置してほしい」と発言。飛鳥田一雄市長は実行を確約し、直ちに着手。インダストリアルデザイナーの柳宗理にデザインを依頼し、翌年3月に完成した。柳は、公園内の標識類のデザインも担当している。橋名は地元の小中学生から公募、「野毛のつり橋」と命名された。付近は、春には桜の名所として賑わう。2013年8月から翌年1月にかけて、長寿命化に向けた改修工事が行われた

## 構造
18.2mの主塔1本とケーブル4本で橋桁を支える構造で、両端はスロープとなっている。斜張橋構造の歩道橋は、当時としては画期的なものであった。